# 庫代利亞河 (伊爾平河支流)

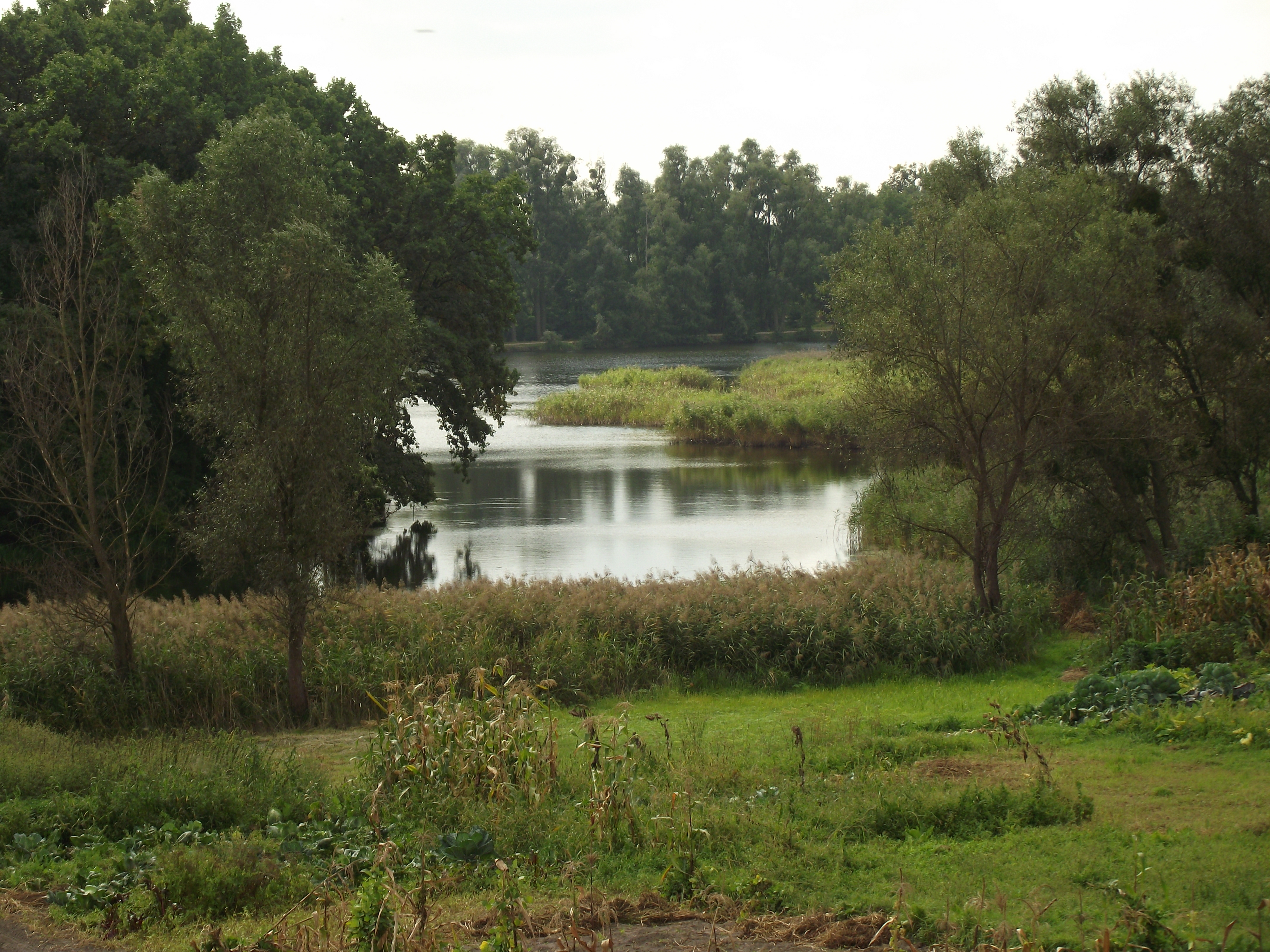
庫代利亞河

庫代利亞河（烏克蘭語：Куделя），是烏克蘭北部的河流，屬於伊爾平河的支流。該河處於基輔州的布查區，流經萊奧尼夫卡，河道全長13公里。